# كابوتشا (قرع)

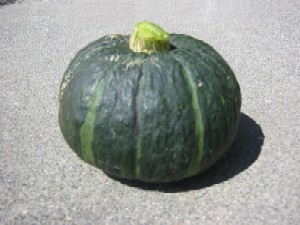
قرع كابوتشا كامل

كابوتشا (من اليابانية カボチャ, 南瓜) هو نوع من القرع الشتوي ، وهو صنف ياباني من فصيلة القرع الكبير القرع الكبير (Cucurbita maxima) ويسمى أيضًا قرع الكابوتشا أو القرع الياباني في أمريكا الشمالية. في اليابان، قد يشير " الكابوتشا" إما إلى هذا القرع، أو إلى القرع الغربي، أو حتى إلى أنواع أخرى من القرع. في أستراليا، "القرع الياباني" هو مرادف لقرع كينت، وهو نوع من القرع الشتوي (C. moschata).
العديد من الكابوتشا الموجودة في السوق هي من نوع kuri kabocha ، وهو نوع مصنوع من الكابوتشا seiyo ( قرع الحوذان او "الباتركاب" buttercup بالانجليزية ). تشمل أصناف الكابوتشا أجيهي، وأجيهي رقم 107، وأجيهي رقم 331، وأجيهي رقم 335، وإيبيسو، وإيميجوري، ومارون دور، ومياكو.

## وصف
الكابوتشا (Cucurbita maxima) هي نوع من القرع الشتوي مستدير ومفلطح ذو أصل ياباني، يتراوح وزنها عادة بين 1.5 إلى 5.3 رطل (0.7 إلى 2.4 كيلوغرام). تتميز بقشرة صلبة لونها أخضر داكن عادةً مع بقع من ظلال مختلفة من اللون الأخضر. من الداخل، تحتوي الكابوتشا على لب كثيف ذو لون أصفر-برتقالي نشوي، يشبه في مذاقه ونكهته البطاطا الحلوة والقرع العادي.

## الاستخدام في الطهي
يتميز قرع الكابوتشا بقشرة صلبة تتطلب سكينًا حادًا لتقطيعها. يمكن تليين القشرة عبر الميكروويف قبل التقطيع. يمكن طهي الكابوتشا بعدة طرق: شويها في الفرن عند 205 درجة مئوية لمدة 45-60 دقيقة مع زيت الزيتون والقرفة والملح، أو طهيها كاملة في طنجرة الطهي البطيء لمدة 5-6 ساعات، أو استخدام قدر الضغط لمدة 20 دقيقة. تعتبر الكابوتشا مناسبة للحساء والمخبوزات والقلي على الطريقة اليابانية (تمبورا)، وتتناغم مع نكهات مثل الكاري وحليب جوز الهند والزبدة. يمكن تخزينها في مكان بارد وجاف لمدة شهر، أو في الثلاجة لمدة ثلاثة أيام بعد تقطيعها.

### اليابان
في اليابان، تعتبر الكابوتشا مكونًا شائعًا في طبق تمبورا الخضار، كما تُستخدم في إعداد الحساء والكروكيت. تشمل الاستخدامات الشائعة ولكن الأقل تقليدية دمجها في الحلويات مثل الفطائر والحلوى والمثلجات او البوظة.

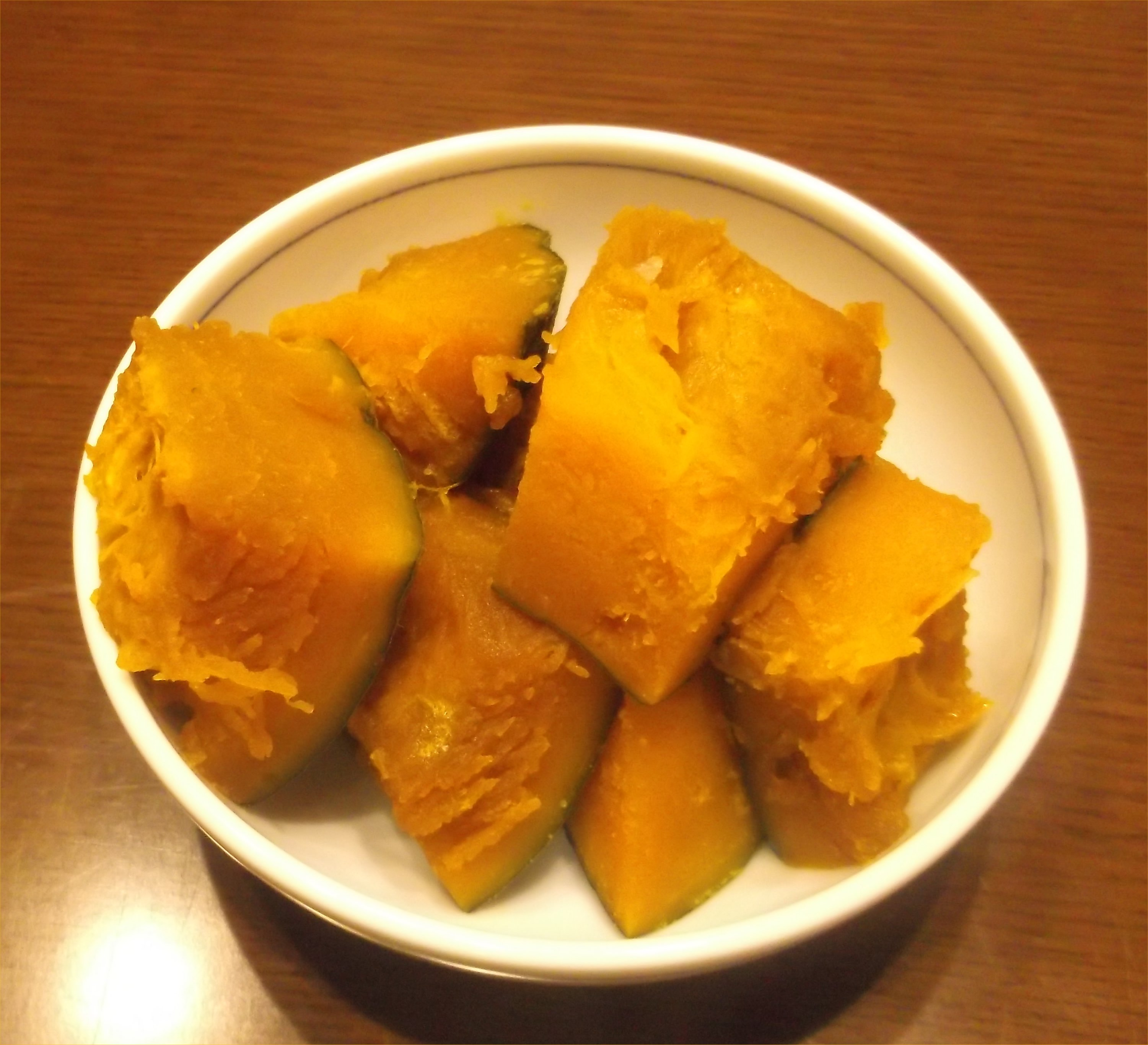
نيمونو الكابوتشا، جزء من المطبخ الياباني
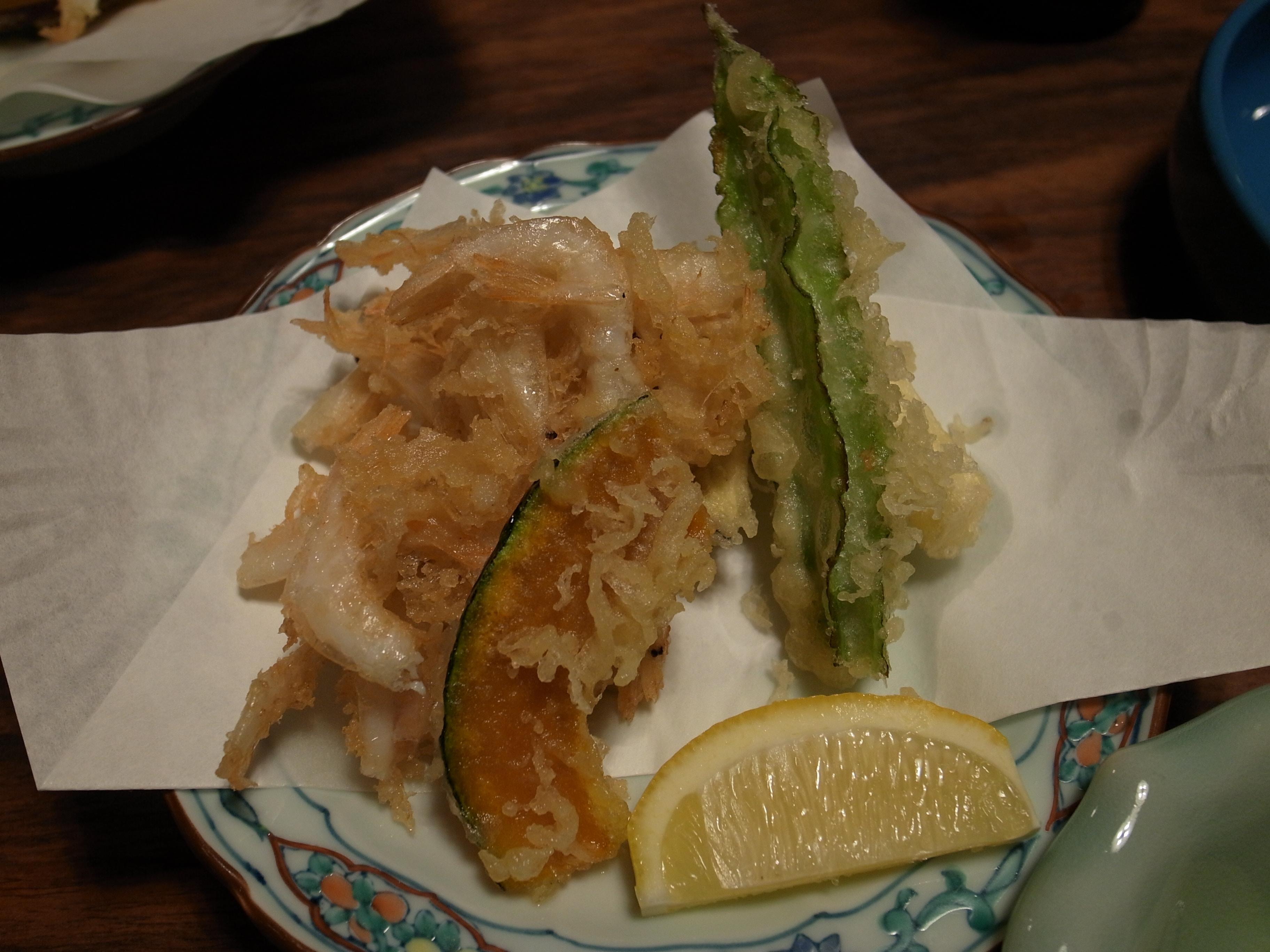
طبق تيمبورا مع شريحة كابوتشا في الوسط

### كوريا
في كوريا، دانهوباك ( 단호박 ) يستخدم عادة في صنع هوباك جوك (عصيدة اليقطين). دانهوباك تعني حرفيًا "اليقطين الحلو".

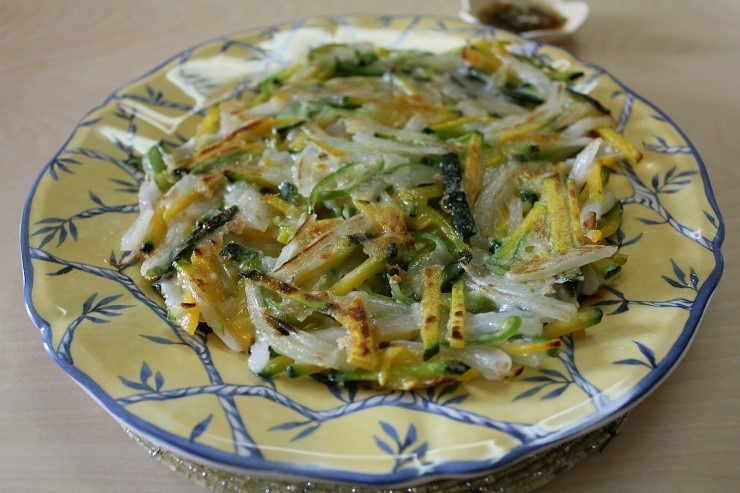
دانهوباك- بوشيمجاي (فطيرة كابوتشا)
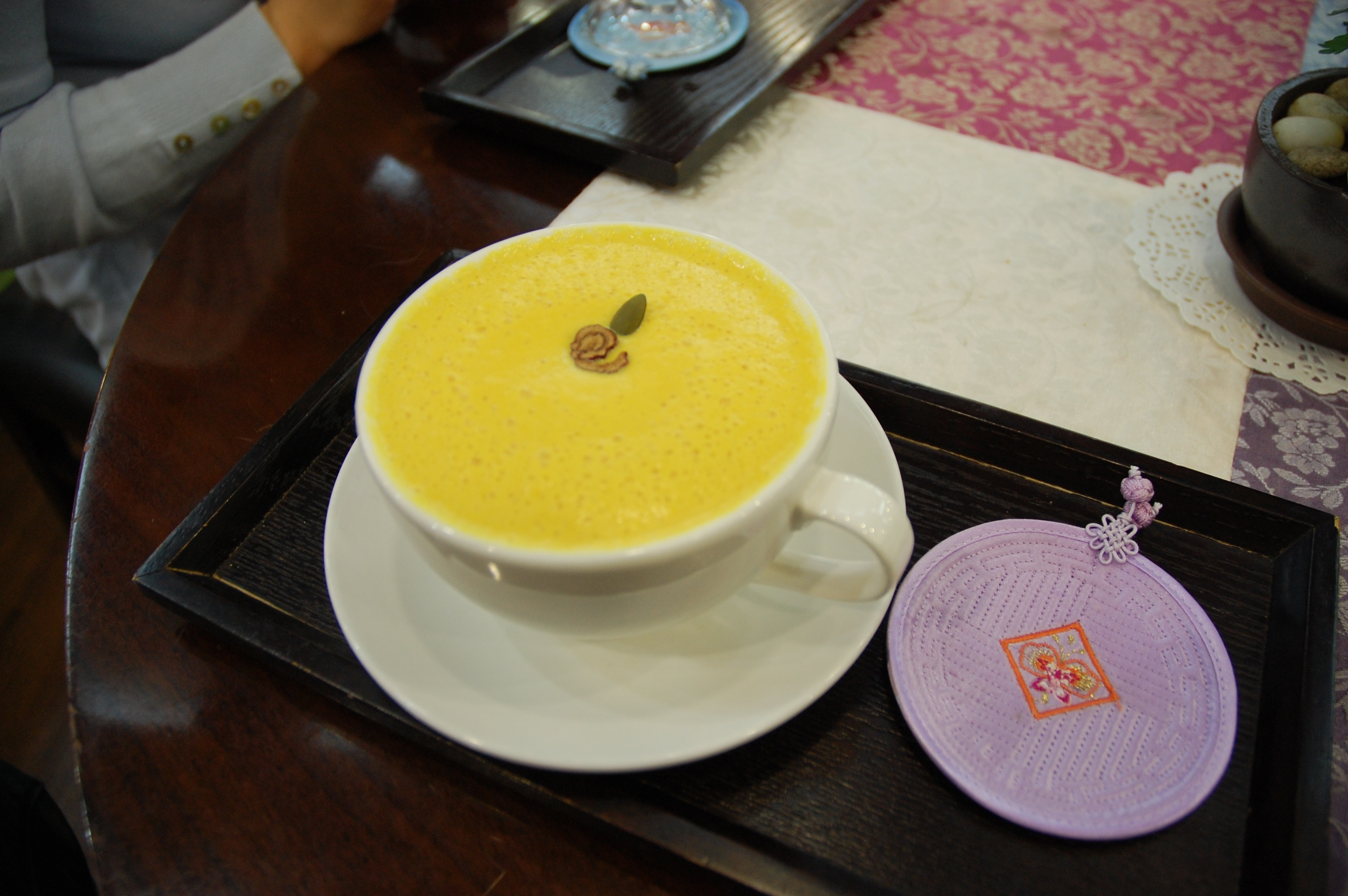
دانهوباك - لاتيه (كابوتشا لاتيه)

## تغذية
يحتوي قرع الكابوتشا على نسبة عالية من البيتا كاروتين ، والحديد،  وفيتامين سي ، والبوتاسيوم ، وكميات ضئيلة من الكالسيوم ، وحمض الفوليك ، وكميات ضئيلة من فيتامينات ب.

## النضج
عندما يتم حصاد الكابوتشا، لا تكون عملية نضجها قد اكتملت بعد. لذلك، على عكس الخضروات والفواكه الأخرى، فإن الطزاجة ليست بنفس الأهمية. يجب أن تنضج بشكل كامل أولاً، من أجل أن تصبح ذات نكهة، وذلك من خلال إنضاج الكابوتشا في مكان دافئ (77 درجة فهرنهايت/25 درجة مئوية) لمدة 13 يومًا لتحويل بعض النشا إلى سكر. ثم يتم نقل الكابوتشا إلى مكان بارد (50 درجة فهرنهايت/10 درجات مئوية) وتخزينها لمدة شهر تقريبًا لزيادة محتوى الكربوهيدرات. بهذه الطريقة، يتم تحويل الكابوتشا المحصودة حديثًا، الجافة، ذات المذاق الباهت إلى كابوتشا ناعمة وحلوة. الكابوتشا الناضجة تمامًا والرطبة سيكون لها لب أصفر محمر، وقشرة صلبة، وساق جافة اسفنجية. وتصل إلى ذروة النضج بعد حوالي 1.5-3 أشهر من حصادها.

## تاريخ
تم تدجين جميع أنواع القرع في أمريكا الوسطى . في عام 1997، أشارت أدلة جديدة إلى أن عملية التدجين حدثت منذ ما بين 8,000 إلى 10,000 عام، أي قبل بضعة آلاف من السنين من التقديرات السابقة. سيكون ذلك قبل 4,000 عام من تدجين الذرة والفاصوليا ، وهما مجموعتان نباتيتان غذائيتان رئيسيتان أخريان في أمريكا الوسطى. تشير الأبحاث الأثرية والوراثية للنباتات في القرن الحادي والعشرين إلى أن شعوب شرق أمريكا الشمالية قاموا بشكل مستقل بتدجين القرع، وعباد الشمس، والبلسان المستنقعي ، والرخويات.
أدخل البحارة البرتغاليون الكابوتشا إلى اليابان في عام 1541، حيث أحضروها معهم من كمبوديا. الاسم البرتغالي للاسكواش هو Cambodia abóbora، تم اختصاره من قبل اليابانيين إلى كابوتشا. وبدلا من ذلك، فإن الأصل البرتغالي هو كلمة cabaça التي تعني القرع. كابوتشا مكتوب بلغة كانجي باسم 南瓜(حرفيًا، "البطيخ الجنوبي")، ويُشار إليه أحيانًا أيضًا باسم 南京瓜(بطيخ نانكينج ).

## معرض الصور

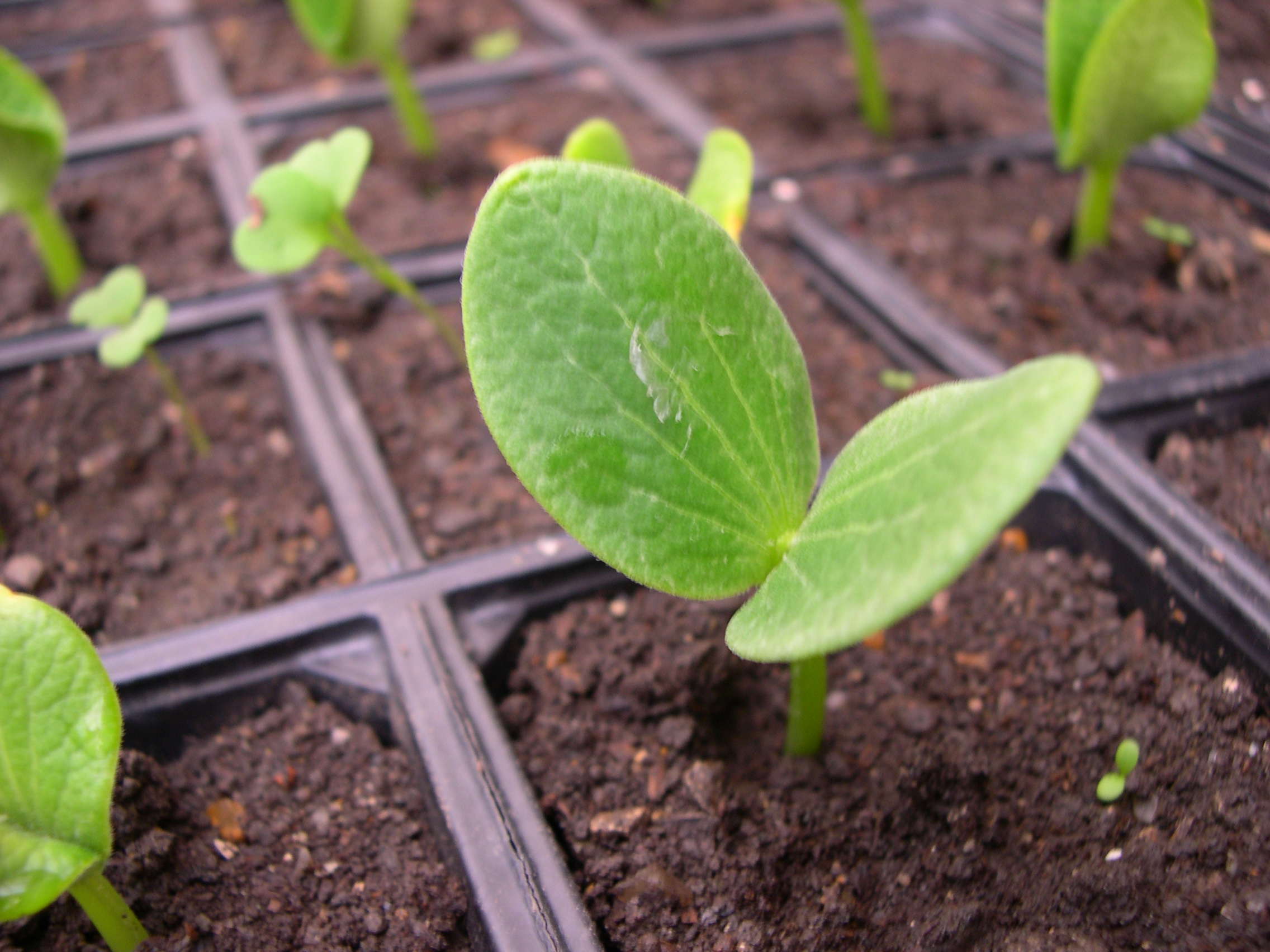
شتلة
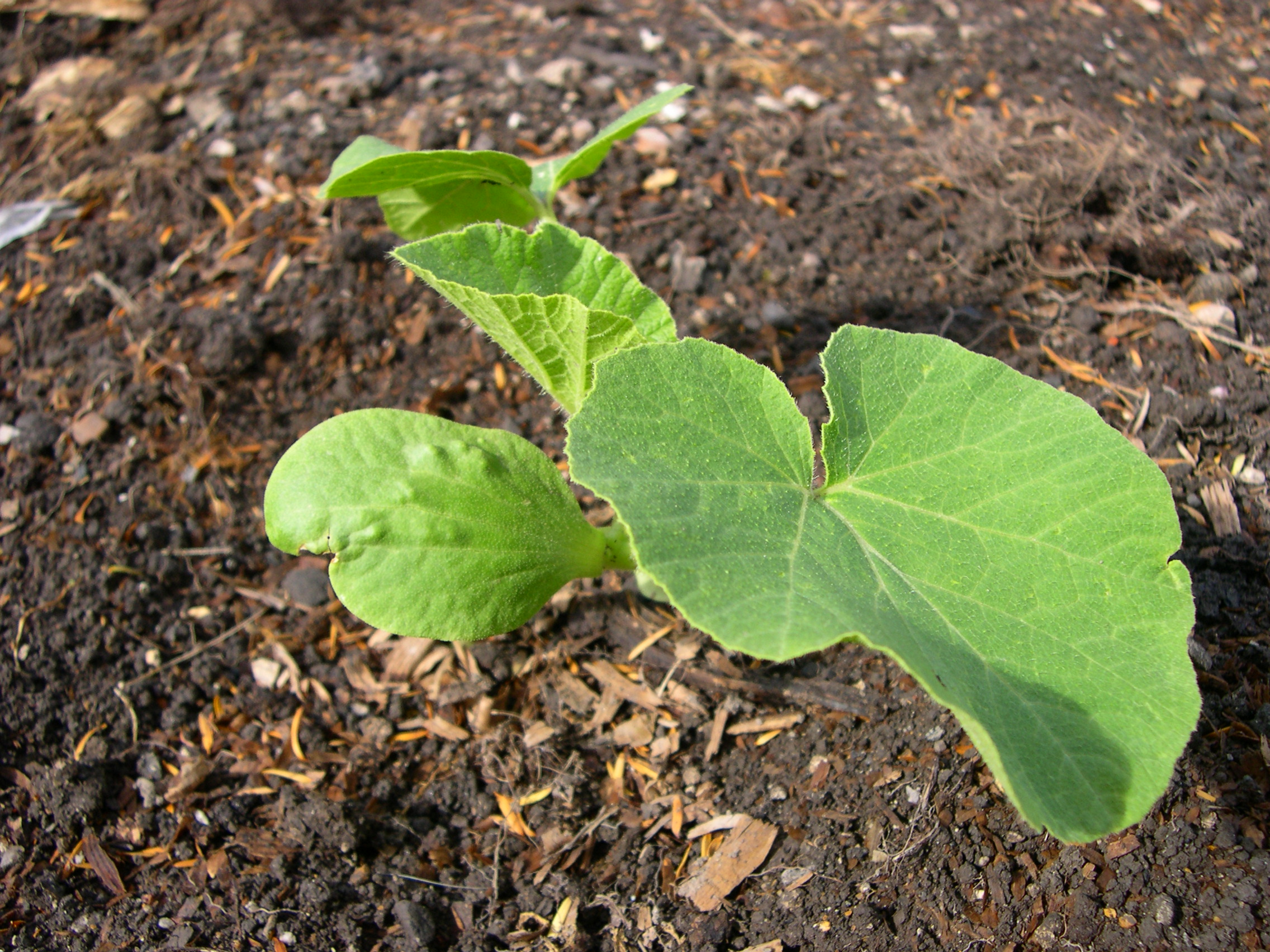
الورقة الأولى
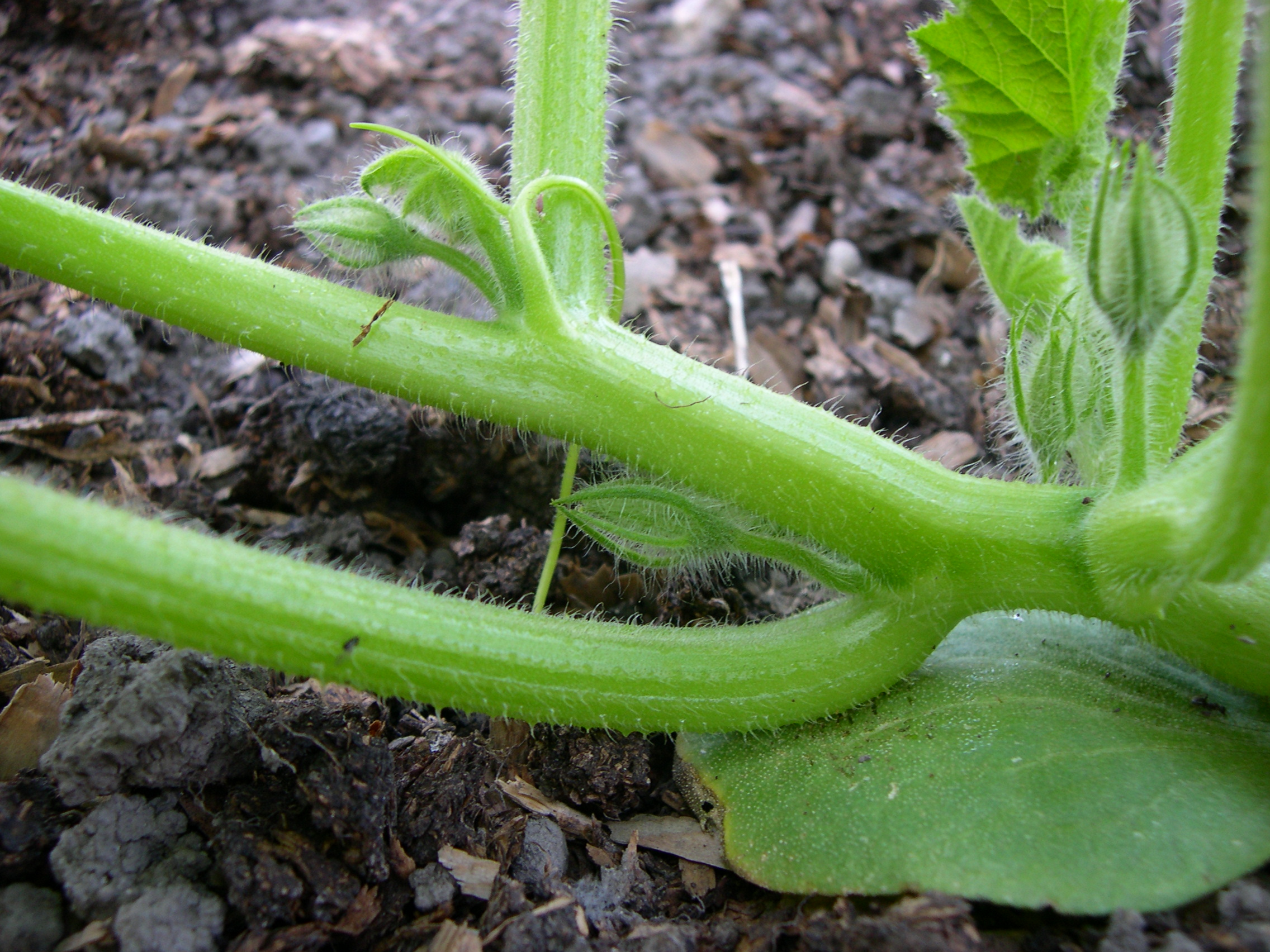
عادة التفرع
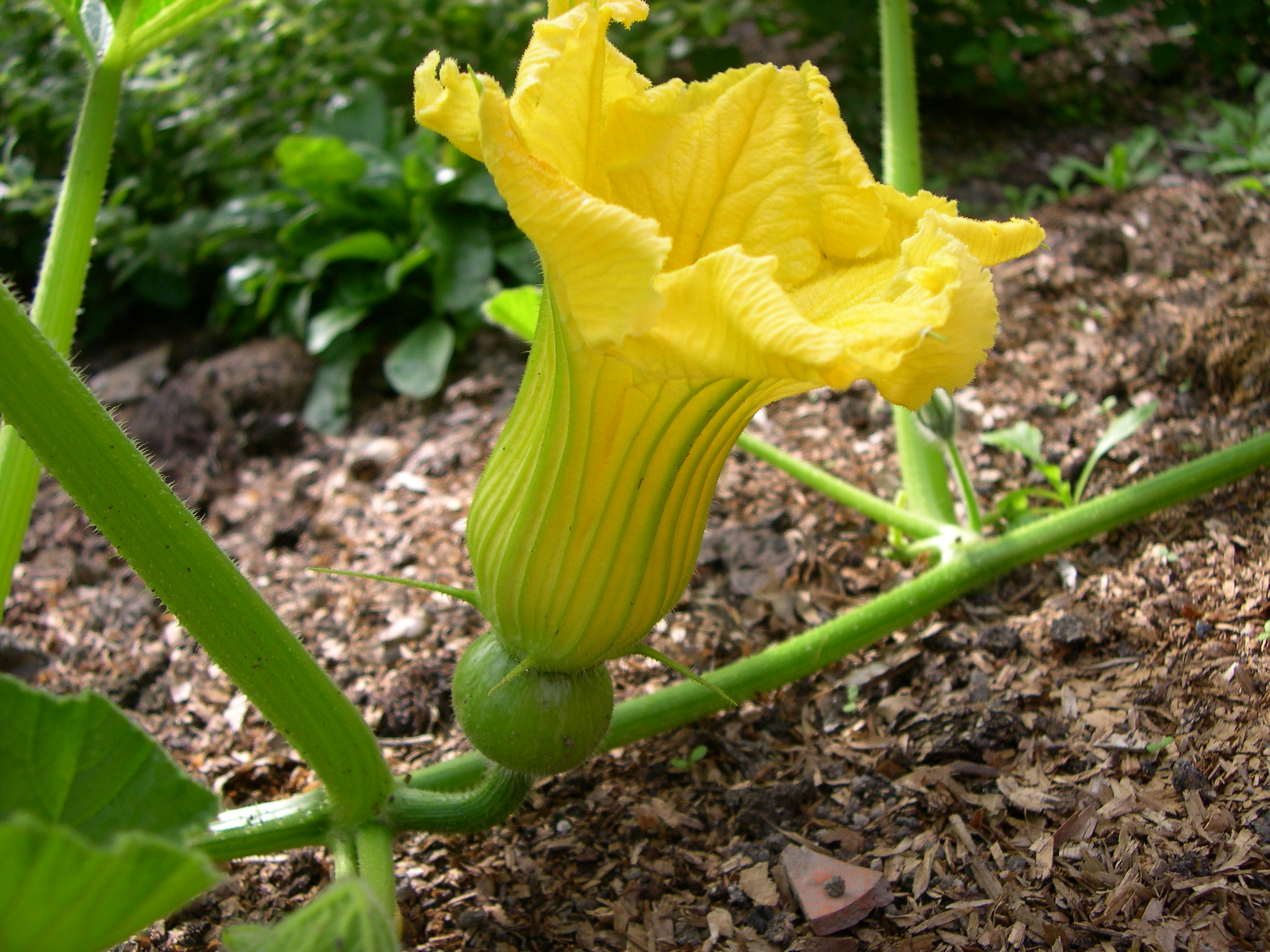
زهرة
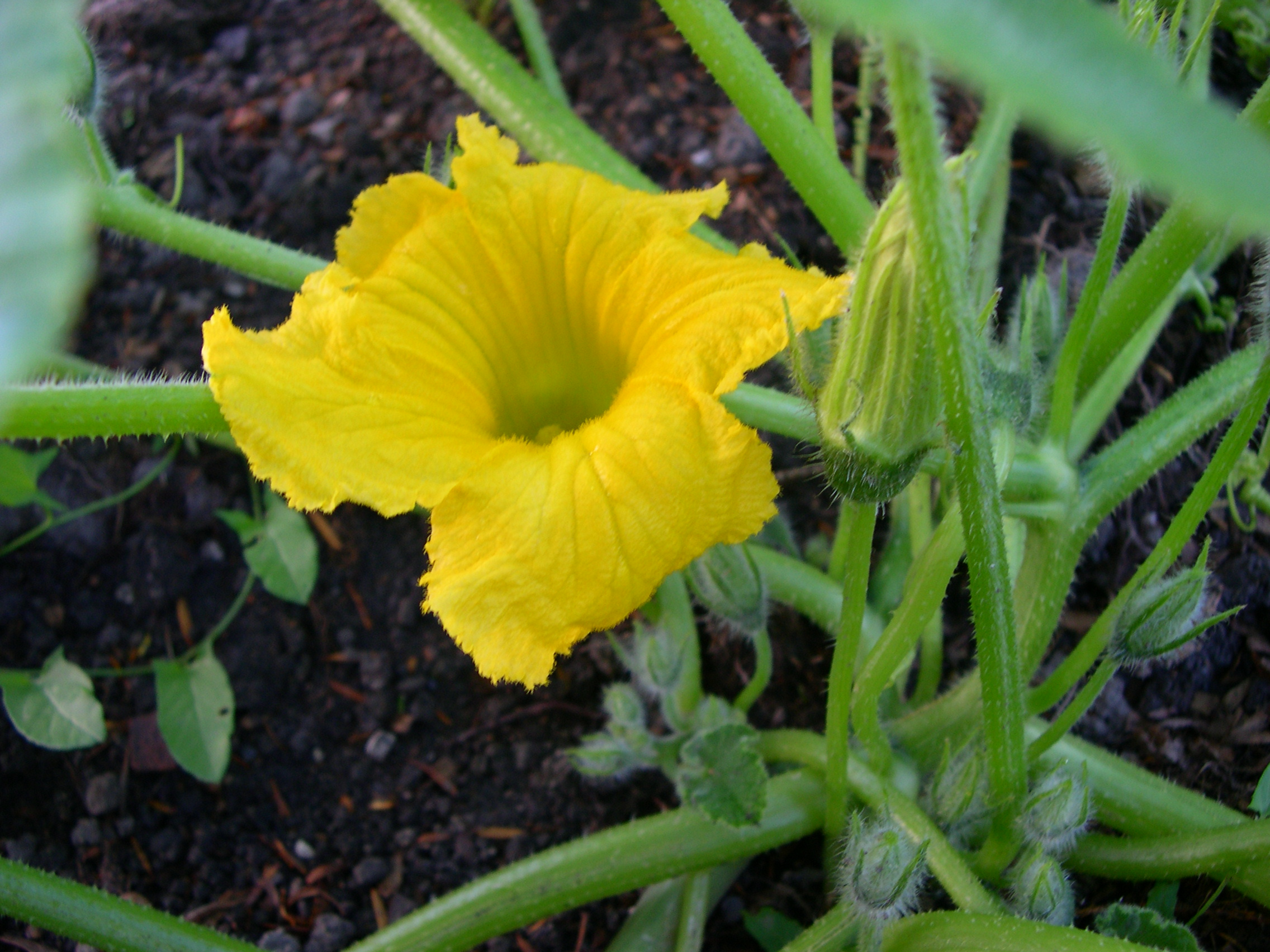
الزهرة وبرعم الزهرة
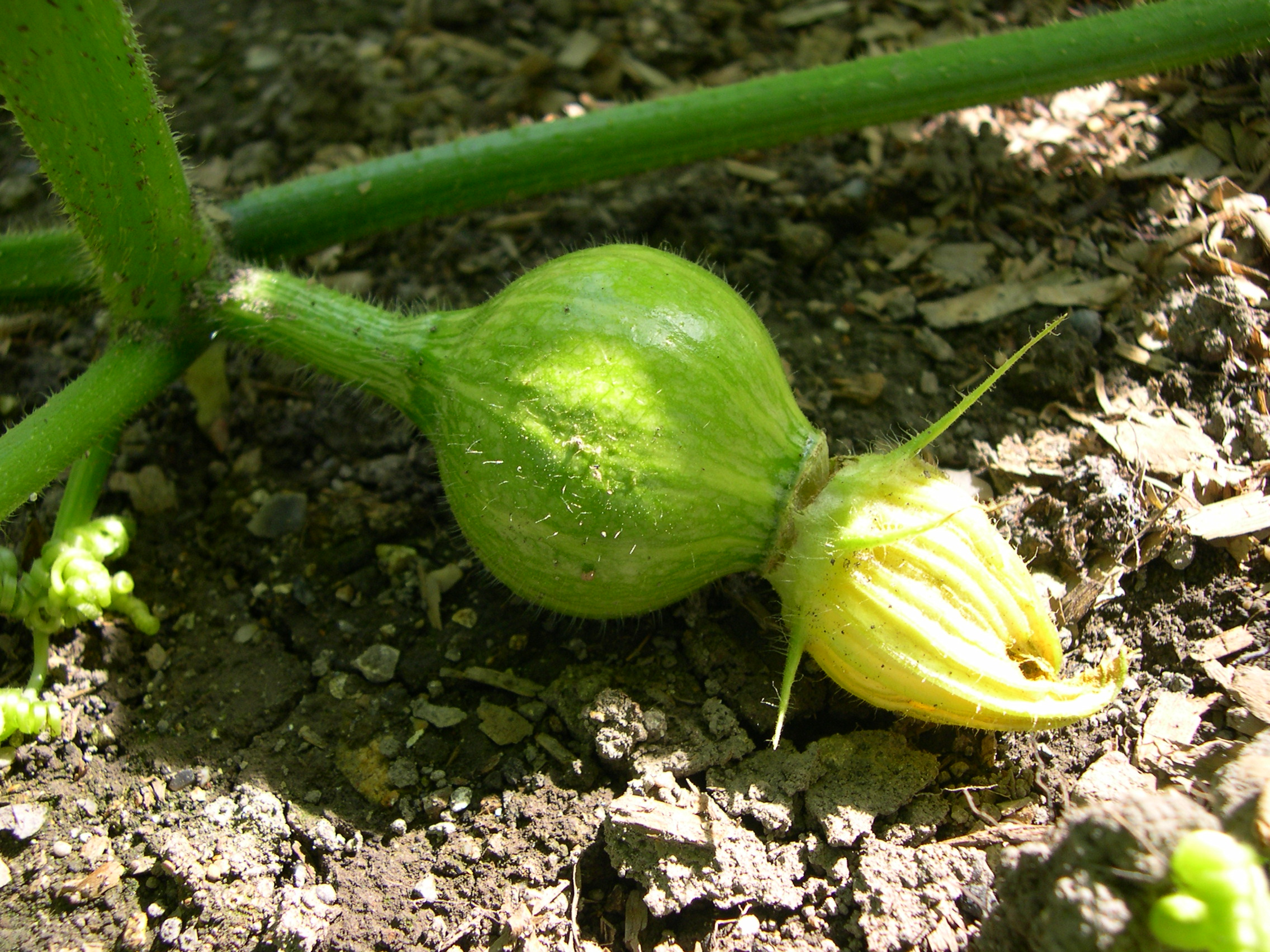
فاكهة صغيرة
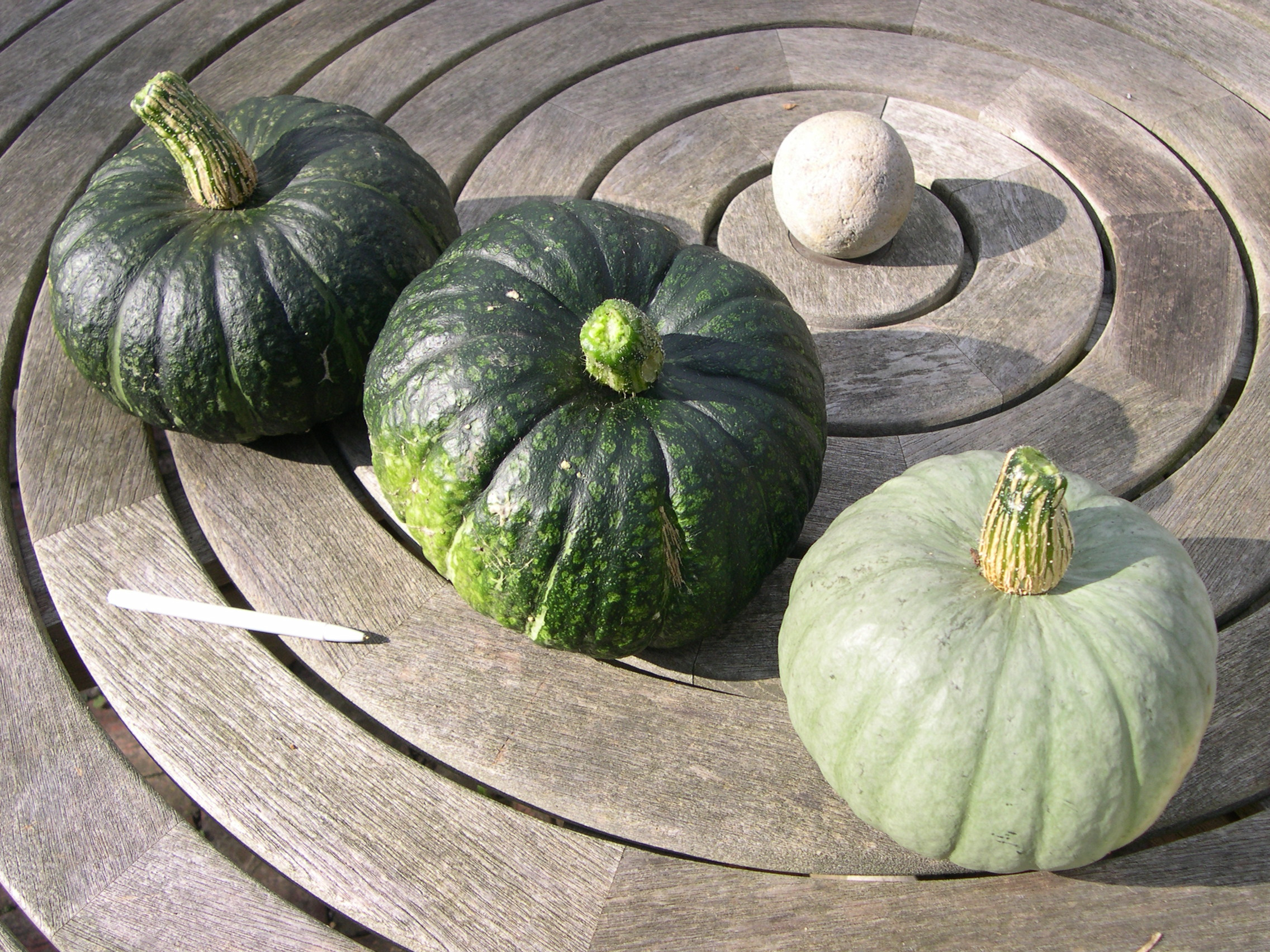
القرع الكامل
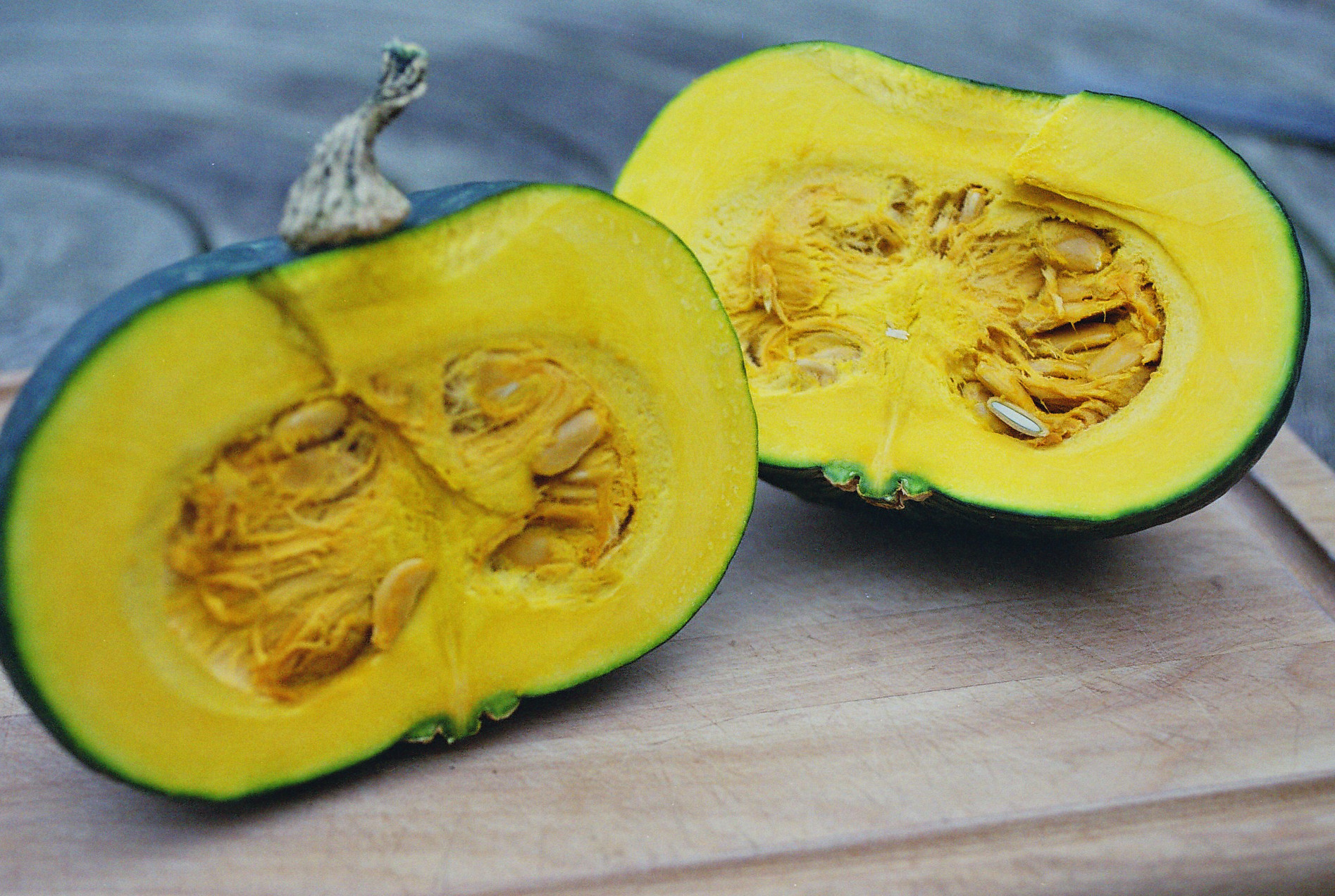
قسم يظهر البذور
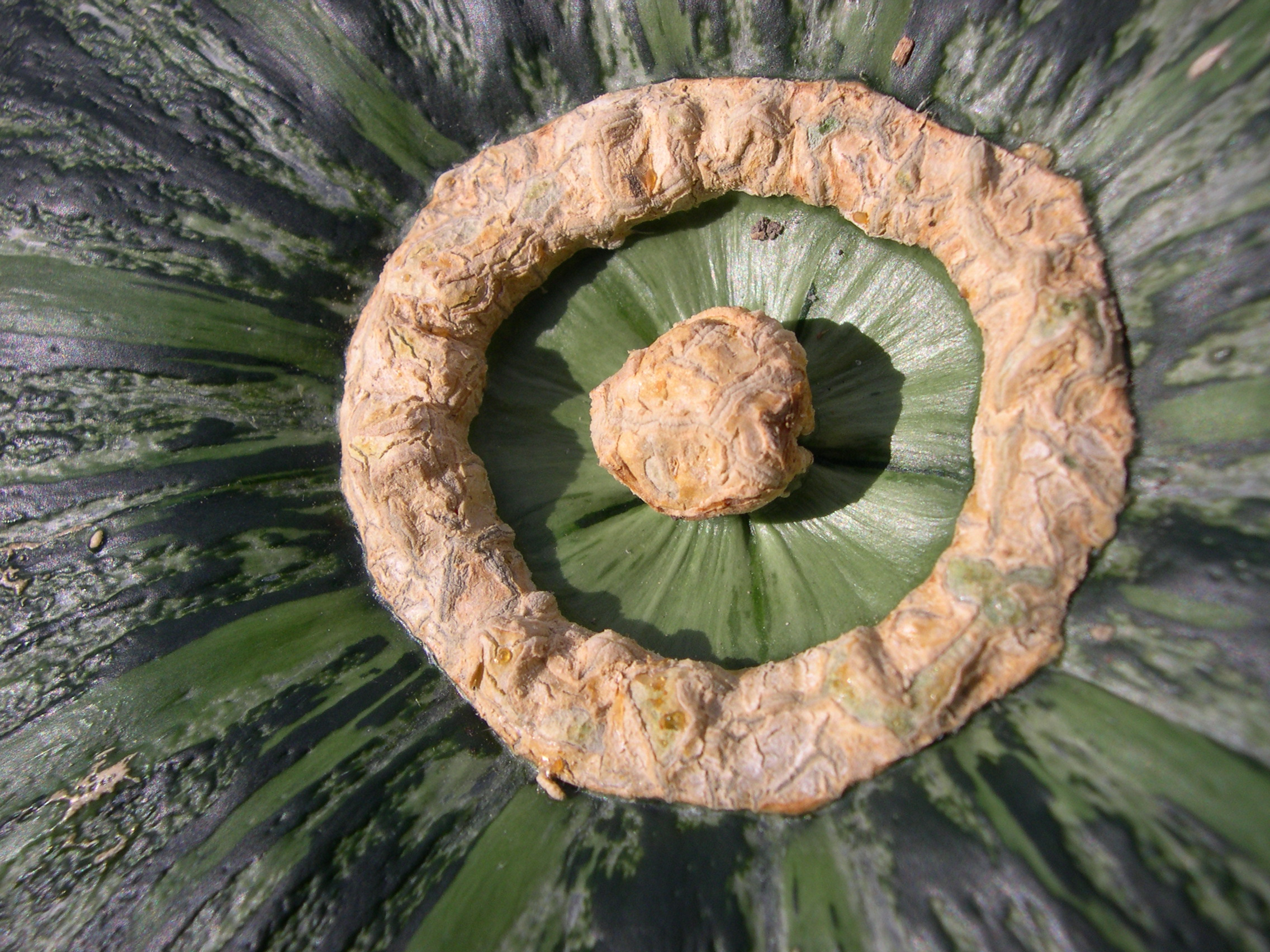
ندبة الزهرة
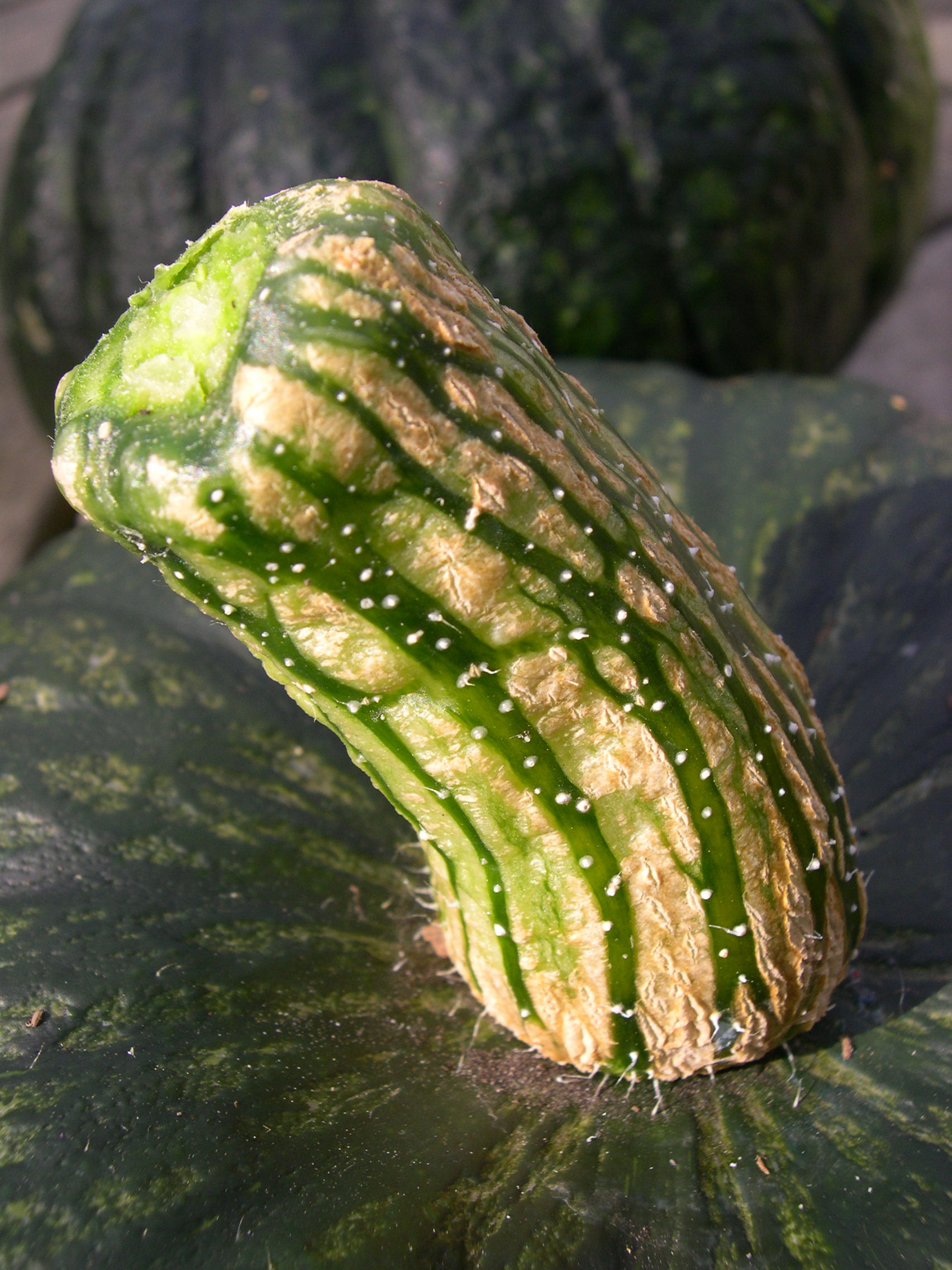
السويقة
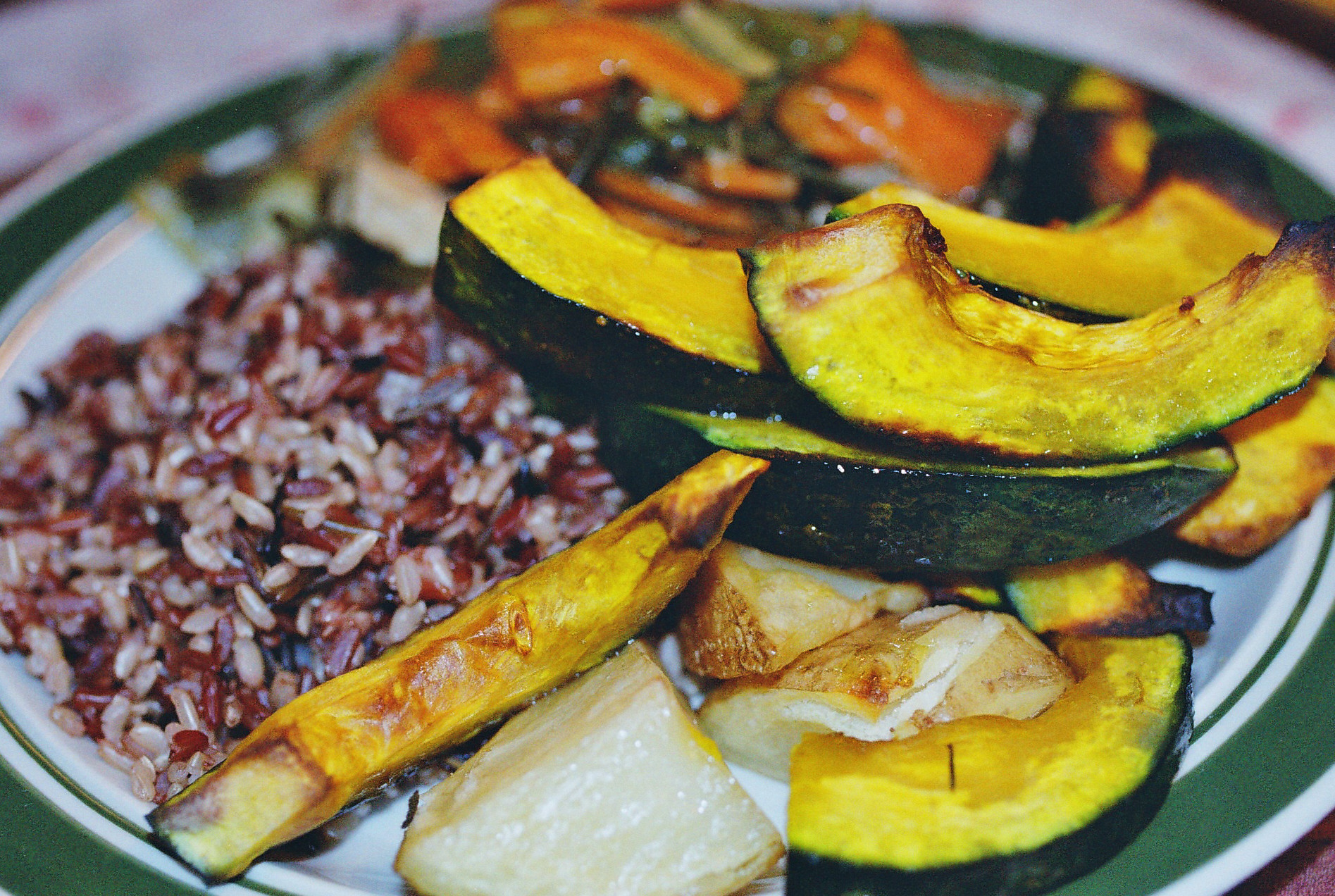
طبق الكابوتشا المحمصة